# Тимофеев, Сергей Анатольевич (художник)
Серге́й Анато́льевич Тимофе́ев (10 мая 1959, Сыктывкар — 5 июня 1993, Москва) — советский и российский художник, поэт и музыкант. Основатель ростовской музыкальной группы «Пекин Роу-Роу», активный участник товарищества «Искусство или смерть», главный художник Четвёртого канала «Останкино».

## Биография
Родился 10 мая 1959 год в г. Сыктывкар в семье геологов. Жил и учился в г. Львове. В середине 1970-х перебрался в Ростов-на-Дону, где жил у родной тёти. По окончании восьмого класса поступил в ростовское ПТУ № 14, специальность «плиточник-мозаичник».
Некоторое время работал художником в ростовской молодёжной газете «Комсомолец», позднее переименованной в «Наше Время», автор первого логотипа вновь образованной газеты. В 1987 году уволился из газеты и устроился на работу в ЖЭУ, от которого получил мастерскую, сырой подвал в доме на ул. Горького, между Островским и Халтуринским переулками. Разработал дизайн ростовской газеты «Пресс-адъютант».
Принимал активное участие в большинстве проектов товарищества «Искусство или смерть».
Созданная им группа «Пекин Роу-Роу» молниеносно стала культовой в Ростове-на-Дону, её альбомы рецензировались журналом «Аврора». Тимофеев говорил: «Я не бросил рисовать и продолжаю мыслить как художник — пластически. Но помимо кистей, красок, каких-то жестянок, фотографий есть ещё и музыка, и слова. И всё это можно коллажировать. Собственно, это и было первой попыткой ранних концертов „Пекина“».
В 1991 году Сергей Тимофеев планировал совместно с Кириллом Серебренниковым и Максом Белозором поставить фильм «Дай мне голову, Хосе!», но проект не был реализован.
В начале 90-х вслед за соратниками по товариществу «Искусство или смерть» переехал в Москву. По приглашению Д. Диброва работал на телевидении главным художником Четвертого канала Останкино. В 1993 году первым в стране придумал и реализовал на Четвёртом канале серию социальных рекламных роликов («Всё будет хорошо!»).
Ночью 29 мая 1993 года на улице в Москве Сергей Тимофеев был ранен выстрелом в живот. Пуля прошла через жизненно важные органы и повредила позвоночник. 5 июня 1993 года в Институте Склифосовского скончался от перитонита. Похоронен на кладбище «Ракитки».

## Выставки и акции
- 2009 — «Товарищество „Искусство или смерть“». Государственный музей современного искусства, Москва.
- 2008 — «О смертном в искусстве. Памяти Николая Константинова». М-галерея, Ростов-на-Дону[17][18].
- 1992 — «Кинетическая графика». Галерея в Трёхпрудном переулке, Москва.
- 1992 — «Левой ногой». Галерея в Трёхпрудном переулке, Москва.
- 1992 — «Героическая / Живая сила». Ростовский областной музей изобразительных искусств, Ростов-на-Дону.
- 1991 — «Тима» (персональная выставка). Художественная галерея РАН, Ростов-на-Дону.
- 1989 — «Выставка, которая не считается, потому что всё очень плохо». Гостиница «Юность», Москва.
- 1989 — «Праздник имени Великой Египетской царицы любви Клеопатры», Ростов-на-Дону.
- 1989 — «Италия имеет форму сапога». Выставочный зал Союза художников на Набережной, Ростов-на-Дону.
- 1988 — «Провинциальный авангард». Кооперативный туалет «Прогресс» (пер. Газетный — ул. Энгельса), Ростов-на-Дону[19].
- 1988 — «Жупел». Выставочный зал Союза художников на ул. Горького, Ростов-на-Дону.

## Память
- В 1998 году в Ростовском архитектурном институте на Будённовском была проведена выставка памяти Сергея Тимофеева[20].
- В 1999 году, в центре им. Кима Назаретова, состоялся концерт памяти Сергея Тимофеева, где участники концерта («Спутник Восток», «Запрещенные Барабанщики», «Урблуд Драмадэръ») исполняли песни «Пекин Роу-Роу».
- 30 мая 2009 группа «Звери» на своём концерте в зале МХАТ им. М. Горького исполнила песню Сергея Тимофеева «Весна» из репертуара «Пекин Роу-Роу».
- 23 января 2010 года в клубе «Подземка» (Ростов-на-Дону) состоялся концерт группы «Хуже, чем дети», собравшей бывших участников «Пекин Роу-Роу» во главе с Дмитрием Келешьяном.
- Сергею Тимофееву посвящена песенка «Скок-поскок» белорусского кабаре-бэнда «Серебряная свадьба»[21].
- В июне 2011 года Сергей Тимофеев был включён в список номинантов на установку персональной звезды на «Проспекте звезд» в Ростове-на-Дону. Среди участников этого конкурса фигурировали такие знаменитые ростовчане, как Александр Кайдановский, Мартирос Сарьян, Ростислав Плятт и др.[20]
- В августе 2015 года стало известно, что в одном из строящихся районов Ростова-на-Дону появится улица, названная в честь Сергея Тимофеева[22]. Это решение было принято городской межведомственной комиссией по наименованиям[23]. Улица должна появиться в новом микрорайоне Платовский[23]. Располагаться улица имени Сергея Тимофеева будет рядом с улицей, названной в честь другого замечательного художника, Тимофея Теряева[24].